# جون سومنر (ممثل)
جون سومنر (بالإنجليزية: John Sumner)‏ هو ممثل بريطاني، ولد في 14 أكتوبر 1951 في بلاكبول في المملكة المتحدة.

## أعمال

### أفلام
- (2005) كينغ كونغ[1][2][3]
- (2009) المقاطعة 9

## وصلات خارجية
- جون سومنر على موقع IMDb (الإنجليزية)
- جون سومنر على موقع ألو سيني (الفرنسية)
- جون سومنر على موقع أول موفي (الإنجليزية)
- جون سومنر على موقع قاعدة بيانات الأفلام السويدية (السويدية)
- جون سومنر على موقع قاعدة بيانات الفيلم (الإنجليزية)
- جون سومنر على موقع كينوبويسك (الروسية)